# Doc Savage
Doc Savage (nome completo Clark Savage, Jr.) é um personagem fictício publicado originariamente em revistas pulp durante as décadas de 1930 e 1940. Ele foi criado pelo empresário Henry W. Ralston e o editor John L. Nanovic da Street and Smith Publications, com material adicional do principal artista da série Lester Dent. O nome em inglês sugere ao personagem uma mescla de aventureiro com homem da ciência.
Doc Savage apareceu em vários outros meios, inclusive rádio, cinema e quadrinhos, com suas aventuras sendo reprisadas para o público mais moderno em livros de capa dura (paperbacks). No século XXI, Doc Savage permanece em seu país e em outros lugares do mundo como um ícone nostálgico, sendo constantemente referenciado em livros e manifestações de culturas populares.

## Visão geral
A revista Doc Savage foi publicada por Street e Smith Publications de março de 1933 até o verão de 1949. Ao todo, 181 edições foram lançadas.
Doc Savage se tornou melhor conhecido dos leitores contemporâneos americanos quando a Bantam Books iniciou a republicação das revistas em 1964, com capas de James Bama que mostrava um homem com um penteado exagerado e de cor de bronze, assim como sua pele, geralmente com uma camisa caqui rasgada no peito. As aventuras não foram republicadas em ordem cronológica mas a primeira, The Man of Bronze, foi mantida. Desde 1967, a Bantam publicou as revistas mensalmente, encerrando em 1990, quando todas as 181 aventuras originais (e mais uma novela inédita chamada The Red Spider) tinham sido lançadas. O escritor Will Murray produziu sete novas novelas de Doc Savage para a Bantam Books seguindo o estilo de Lester Dent. Bantam também publicou uma novela de Philip José Farmer chamada Escape From Loki (1991), que conta a história de como Doc encontrou seus futuros cinco companheiros durante a Primeira Guerra Mundial.
Doc Savage Magazine foi lançada pela Street and Smith Publications para aproveitar o sucesso literário de seu personagem O Sombra. Ralston e Nanovic delinearam as características gerais do personagem mas somente quando foi escolhido Lester Dent para escrever as aventuras é que o trabalho de concepção foi concluído. Dent escreveu a maioria da coleção de 181 aventuras, usando o pseudônimo de Kenneth Robeson. O conceito básico era a de um homem treinado desde o nascimento para lutar contra o mal. A ideia não era nova: O herói do século XIX da Street & Smith, Nick Carter, tinha recebido treinamento de seu pai para ser o melhor dos detetives. Em 1932, Philip Wylie escreveu The Savage Gentleman  (O Cavalheiro Selvagem), sobre a experiência de um homem rico que criou numa ilha deserta o que seria um ser humano perfeito. Henry Stone cresceu como um esplêndido homem de pele bronzeada com um código de honra e façanhas em meio a templos astecas, dentre outras aventuras. Se Nanovic ou Ralston foram influenciados pela história de Wylie, isto não é conhecido, mesmo Lester Dent tendo começado a escrever The Man of Bronze em dezembro de 1932 para publicação em março de 1933.

## Doc Savage
O nome verdadeiro de Doc Savage era Clark Savage, Jr.. Era médico, cirurgião, cientista, aventureiro, inventor, explorador, pesquisador e, como foi revelado em The Polar Treasure, músico. Uma equipe de cientistas se reunira com seu pai e treinaram sua mente e corpo para torná-lo próximo a um super-humano desde quando nasceu, aumentando sua força e resistência, dotando-lhe de uma memória fotográfica, formando-o em artes marciais e ensinando-lhe vasto conhecimento científico. Doc é também um mestre dos disfarces e um excelente imitador de vozes. "Ele corrige o que está errado e pune os malfeitores". Segundo a descrição de Dent do herói, ele seria uma mistura das habilidades dedutivas de Sherlock Holmes, das proezas físicas de Tarzan, da formação científica de Craig Kennedy e da bondade de Abraham Lincoln. Doc pode ser entendido pelo juramento que recita aos colegas (tradução livre) :

Vou esforçar-me em todos os momentos de minha vida para me tornar melhor e melhor em minhas habilidades, para que todos usufruam disso. Vou pensar no certo e dar toda a minha assistência para quem necessitar, sem nenhuma recompensa senão a justiça. Vou enfrentar o que vier com um sorriso, sem perder a coragem. Vou ser atencioso com meu país, concidadãos e aliados em qualquer coisa que eu disser ou fazer. Vou ajudar a todos menos aos homens errados.

## 86º andar
O escritório de Doc Savage fica no 86º andar de um arranha-céu de Nova Iorque, implicitamente o Empire State Building, acessado por ele através de um elevador expresso. Doc é dono de uma frota de carros, caminhões, aviões e barcos que são guardados num hangar secreto no Rio Hudson, acobertados pelo nome de The Hidalgo Trading Company ligado ao seu escritório por um sistema de tubos pneumáticos apelidado de "salto de pulga" (flea run). Algumas vezes se retira até sua Fortaleza da Solidão no Ártico—que antecede a similar fortaleza do Superman. Todos os seus pagamentos são em ouro provenientes de minas na América Central que lhes foram dadas por descentes Maias em sua primeira aventura. (Doc e seus associados ensinaram um pouco de linguagem desses nativos para seu povo, para fins de comunicação privada quando outros estão a ouvir).

## Auxiliares de Doc Savage
Savage é acompanhado em suas aventuras por cinco outros personagens regulares (referidos no filme de 1975 e material promocional das republicações da Bantam Books como os "Cinco Fabulosos"), todos indivíduos talentosos em suas especialidades próprias.
- Tenente-coronel Andrew Blodgett "Monk" Mayfair, um químico industrial. Monk é um apelido dado por sua aparência lembrar símios, notadamente seus braços longos e seus cabelos ruivos que o assemelham a um gibão. Ele mantém uma situação permanente de discussão amigável com "Ham" ("presunto") Brooks. O começo da rivalidade foi quando Ham lhe ensinou palavras francesas para dizer a um oficial que na verdade eram insultos, o que valeu a ele uma estadia na prisão.
- General-brigadeiro Theodore Marley "Ham" Brooks, um talentoso advogado.  Ham era considerado um dos homens mais bem vestidos do mundo. Como parte da idumentária ele carregava uma bengala-espada, embebida num anestésico. Seu apelido foi dado por Monk, em retaliação ao seu encarceiramento, referência ao único caso que Ham perdeu, culpado por roubo de presuntos.
- Coronel John "Renny" Renwick, um engenheiro civil e construtor. Renny era um homem bem alto, com "punhos como buquês de cartilagem e ossos". Seu passatempo favorito é bater em pesadas portas de madeira. Está sempre com um olhar depressivo que é aprofundado quando fica feliz.
- Major Thomas J. "Long Tom" Roberts, um engenheiro eletrônico. "Long Tom" recebeu esse apelido de um antiquado canhão que era chamado assim, usado por ele na defesa bem-sucedida de um vilarejo francês na Primeira Guerra Mundial. Long Tom tinha aparência doentia mas lutava como um gato selvagem.
- William Harper "Johnny" Littlejohn, um arqueólogo e geólogo. Johnny tinha um vocabulário rebuscado, nunca dizia uma palavra pequena se sabia uma grande. ("I'll be superamalgamated!" era sua expressão favorita). Johnny usava um monóculo nas primeiras aventuras (por ter um olho machucado na Primeira Guerra Mundial). Doc mais tarde fez uma cirurgia que restaurou o olho mas Johnny continuou com o monóculo para usar como lentes de aumento ou disfarce.

Nas últimas histórias os companheiro de Doc se tornaram menos importantes. O "desaparecimento" deles era explicado como muito ocupados com suas próprias atividades. Ao fim da série, apenas Monk e Ham acompanhavam Doc.
A prima de Doc Patricia "Pat" Savage, que tinha a mesma pele bronzeada, olhos dourados e cabelos castanhos, também participava das aventuras apesar de Doc sempre tentar impedir que ela se colocasse em perigo. Pat se irrita com esses cuidados, muitos simplesmente por ela ser mulher. Ela costuma enganar Doc e usar seu charme com Monk e Ham.

## Vilões
O maior inimigo de Doc e o único a aparecer em duas histórias da série original foi o russo John Sunlight, surgido em outubro de 1938 na Fortaleza da Solidão.Os primeiros vilões eram conspiradores fanáticos dispostos a dominarem o mundo. Quando a revista mudou o título para Doc Savage, Science Detective, Doc enfrentava criminosos. Com um novo editor, as últimas três revistas retornaram ao estilo das super-sagas iniciais, o que não impediu o cancelamento como acontecera com a maioria dos pulps.
Um aspecto das aventuras de Doc é que nem mesmo o monstro ou ameaça mais fantástica ficavam sem uma explicação científica ao final. Uma gigantesca aranha das montanhas foi explicada como um balão, mortes incandescentes tinham baterias elétricas super-potentes como causa, um "anjo marinho" era uma construção mecânica rebocada por submarinos, navios afundados por uma força misteriosa eram na verdade vítimas de sabotagens. Mas Doc Savage lutou também contra assassinos invisíveis, um teletransportador assassino e super-cientistas do centro da Terra.
Nas primeiras aventuras, os criminosos capturados eram submetidos a uma "delicada operação cerebral", com o objetivo de curá-los de suas tendências criminosas. Eles retornavam à sociedade como cidadãos produtivos e  não se lembravam mais do passado criminoso.

## Equipamentos
Alguns equipamentos descritos na série de Doc se tornaram realidade, tais como asas voadoras, secretárias eletrônicas, televisão, transmissão automática, óculos de visão noturna, armas eletromagnéticas e automáticas (chamadas de "fogo rápido", que contudo disparavam balas anestésicas aos invés das comuns de chumbo, pois Doc preservava a vida humana, mesmo a de bandidos).

## Lester Dent
Lester Dent (12 de outubro de 1904 – 11 de março de 1959) foi um prolífico escritor de histórias, melhor conhecido pelo seu trabalho com Doc Savage. Seu pseudônimo nessas aventuras era Kenneth Robeson.
Dent era bem pago e defendia seu trabalho mas não pensava ser um autor literário de qualidade. Jim Steranko revelou que Dent usava uma fórmula para escrever as aventuras de Doc Savage: a de fazer com que os heróis continua e metodicamente entrassem e saissem de problemas.

## História da publicação
As republicações em inglês da Bantam Books trouxeram capas pintadas por James Bama com um extraordinário tom monocromático e detalhes de alto realismo. O ator e modelo Steve Holland que interpretara Flash Gordon na série de TV de 1953 serviu de referência para a aparência física de Doc nas primeiras sessenta capas. As quinze capas seguintes foram repetidas.
The Red Spider foi uma novela escrita por Dent em abril de 1948,sobre a Guerra Fria com a União Soviética. A história teve a publicação abortada naquele ano pela editora Daisy Bacon, contratada pelo editor anterior William de Grouchy. Ficaria esquecida até 1975, quando o pesquisador Will Murray encontrou pistas de sua existência em arquivos da Street & Smith. Após um trabalho de dois anos, o manuscrito carbonado foi localizado entre os papéis de Dent. Foi finalmente publicado em junho de 1979 como o número 95 da série da Bantam. Philip José Farmer escreveu o livro Doc Savage: His Apocalyptic Life, quando resumiu a série com a ideia de que Doc existia realmente e que as histórias eram crônicas de suas explorações.
Sanctum Books em associação com Nostalgia Ventures começou uma nova série de republicações em inglês de Doc (iniciada em novembro de 2006), com duas aventuras por livro, em formato de revistas. Muitas edições escolheram a capa original ou as capas da Bantam, e a maioria manteve o trabalho da arte interior, bem como novos ensaios ao lado de republicação de material antigo. Em fins de 2008,a Nostalgia Ventures saiu da parceria e a Sanctum Books continuou o trabalho sozinha.
Em 2011, a Altus Press reviveu a série com outra colaboração póstuma Murray-Dent, The Desert Demons. Nove novos romances são planejadas para a nova série The Wild Adventures of Doc Savage. Em 2011, publicou Doc Savage: Horror in Gold, em 2012 foi a vez de Doc Savage: Death's Dark Domain, Doc Savage: The Forgotten Realm, Doc Savage: The Infernal Buddha e  Doc Savage: The Desert Demons. Doc Savage: Skull Island, um crossover com o King Kong, foi lançado em 2013.

## Rádio
Duas séries radiofônicas em inglês de Doc Savage foram transmitidas na época das primeiras publicações. A primeira, de 1934, tinha episódios de 15 minutos num total de 26. Em 1943, a série não foi baseada nos pulps ma em versões de quadrinhos. Não existem gravações mas alguns roteiros sobreviveram. Em 1985, a National Public Radio transmitiu The Adventures of Doc Savage, com 13 episódios de meia-hora, baseado nos pulps, adaptados por Will Murray e Roger Rittner.

## Quadrinhos
A Street & Smith publicou histórias em quadrinhos de Doc na revista do Sombra (The Shadow) e em título próprio. Começou em Shadow Comics #1–3 (1940) e depois foi mudado para  Doc Savage Comics. De início, as histórias se baseavam nos pulps, mas com Doc Savage Comics  #5 (1941), ele se transformaria num super-herói genuíno quando sofreu um acidente aéreo no Tibete e encontrou uma gema mística. Com isso, Doc passou a ter poucas semelhanças com o das aventuras dos pulps. A série terminou em 1943 após 20 revistas, e retornou rapidamente em Shadow Comics, vol. 3 #10 (janeiro de 1944). Uma última aventura foi publicada no vol. 9 #5 (1948). Doc apareceu também em Supersnipe Comics #9 (junho de 1943).

### Era Moderna
Após a Era de Ouro, surgiram outras revistas em quadrinhos de Doc Savage:
- Gold Key Comics, 1966, uma revista. Adaptação de The Thousand-Headed Man.
- Marvel Comics. Em 1972, oito revistas coloridas com quatro adaptações de livros — The Man of Bronze, Brand of the Werewolf, Death in Silver e The Monsters — e um álbum gigante com a adaptação do filme.[7]  Em 1975, a Marvel lançou oito revistas em preto e branco da Curtis Magazines.  A história original foi de Doug Moench, John Buscema e Tony DeZuniga. O personagem se aliou ao Coisa em Marvel Two-In-One #21, numa importante série de aventuras que incluiam a "Saga do Projeto Pégasus"" e "Esquadrão Supremo: Morte do Universo".
- DC Comics, 1987–90, minissérie de quatro revistas, 24 revistas e um Anual, a maior parte escritas por Mike W. Barr. As aventuras eram originais e incluiam Monya, a namorada/esposa maia de Doc e John Sunlight, o neto de Doc chamado "Chip" Savage e histórias em retrospectivas dos pais de Doc e sua juventude. Foram feitos quatro cruzamentos com a série normal da DC do Sombra.
- Millennium Publications lançou muitas minisséries e uma revista única, incluindo "Doc Savage: The Monarch of Armageddon", minissérie em quatro partes de 1991 a 1992. Escrita por Mark Ellis e desenhada por Darryl Banks, com muita ação, humor e humanismo da série original.[8] Outras minisséries são  "Doom Dynasty" e "Devil's Thoughts" e a revista única é Pat Savage: Woman of Bronze, e um Manual of Bronze.
- Dark Horse Comics, 1995, duas minisséries:
  - "The Shadow and Doc Savage", duas partes (julho e agosto de 1995) - autores: Steve Vance, Stan Manoukian e Vince Roucher - Doc, Ham e Monk ajudam o cientista Dr. Reinstein, a filha dele Bernice e o assistente Paul Veidt a se livrarem de perseguidores nazistas e gângsters americanos. No meio da luta aparece o misterioso Sombra (Lamont Craston) que a princípio parece estar contra Doc e seus homens e de ser o causador do desastre com o dirigível Hindenburg (1936). O motivo da perseguição é a fórmula secreta do cientista que, testada em humanos para torná-los supersoldados, acaba por criar monstros.
  - "Doc Savage: Curse of the Fire God" em quatro partes.
- DC anunciou em 2009 que iria publicar um cruzamento de aventuras de Doc Savage e Batman, escrita por Brian Azzarello com arte de Phil Noto e capa de JG Jones.[9] Outros personagens envolvidos seriam a Canário Negro,[10] O Vingador,[10] Rima, a garota da selva,[10] The Spirit,[10] e os Cinco Fabulosos.[11] Seria o prólogo de First Wave, uma minissérie de seis números com arte de Rags Morales.[9] A linha de First Wave seria expandida para incluir Doc Savage de Paul Malmont, com arte de Howard Porter.[12]

Em 2013, a Dynamite Entertainment adquiriu a licença e lançou um reboot, roteirizado por Chris Roberson, ilustrado por Bilquis Evely, com capas de Alex Ross.
Em 2014, a editora anunciou que o herói apareceria ao lado de O Vingador e O Sombra em Justice Inc., uma minissérie em seis edições roteirizada por Michael Uslan e ilustrada por Giovanni Timpano.

## Filme
Em 1967 houve rumores de uma possível série de TV de Doc Savage. Nada foi feito até que em 1975, o produtor e diretor George Pal lançou o filme Doc Savage: The Man of Bronze, com Ron Ely como o protagonista. O filme foi um fracasso de crítica e bilheteria.
Em 1999, foi anunciado que Doc Savage: The Man of Bronze teria um remake com Arnold Schwarzenegger mas, assim como outros projetos do ator como Sgt. Rock e um épico sobre as Cruzadas foram cancelados quando Schwarzenegger entrou para a política.
Shane Black será o diretor de uma adaptação de 2011. Black terá como co-roteirista Anthony Bagarozzi e Chuck Mondry. O filme será ambientado na década de 1930 e incluirá os Cinco Fabulosos. Neal Moritz será o produtor.